# Amance (Meurthe-et-Moselle)
Amance is een gemeente in het Franse departement Meurthe-et-Moselle Amance telde op 1 januari 2022 361 inwoners.

## Geschiedenis
De gemeente maakte voor 2015 deel uit van het kanton Malzéville. Toen het kanton op 22 maart 2015 werd opgeheven werd Amance opgenomen in het op die dag gevormde kanton Le Grand Couronné.

## Geografie
De oppervlakte van Amance bedraagt 13,5 vierkante kilometer; Op 1 januari 2022 was de bevolkingsdichtheid 26,7 inwoners per km².
De onderstaande kaart toont de ligging van Amance met de belangrijkste infrastructuur en aangrenzende gemeenten.

## Demografie
Onderstaande figuur toont het verloop van het inwonertal.
Agincourt · Amance · Art-sur-Meurthe · Bouxières-aux-Chênes · Buissoncourt · Cerville · Champenoux · Dommartin-sous-Amance · Erbéviller-sur-Amezule · Eulmont · Gellenoncourt · Haraucourt · Laître-sous-Amance · Laneuvelotte · Laneuveville-devant-Nancy · Lenoncourt · Mazerulles · Moncel-sur-Seille · Pulnoy · Réméréville · Saulxures-lès-Nancy · Seichamps · Sornéville · Velaine-sous-Amance